# Gustav Wilhelm Wedel Jarlsberg
Gustav Wilhelm lensgreve Wedel Jarlsberg (født 24. juni 1641 i Königsberg, død 21. december 1717 i Oldenburg in Holstein) var en dansk officer, far til Georg Ernst og Erhard Wedel Jarlsberg.

## Krigserfaringer i Europa
Han var søn af generalmajor i svensk tjeneste Georg Ernst von Wedel (1597-1661) og Anna von Ahlefeldt (død 1660). Den ældgamle slægt formenes oprindelig at skrive sig fra Holsten, men havde i lange tider hørt hjemme i Brandenburg, da brødrene Wilhelm Frederik Wedell (Wedell-Wedellsborgernes stamfader) og Gustav Wilhelm Wedel (stamfader for slægtlinjerne Wedel Jarlsberg og Wedel-Evenburg) indvandrede til Danmark og Norge i sidste halvdel af det 17. århundrede. Gustav Wilhelm von Wedel skal i fædrenehjemmet hos sin ivrigt protestantiske fader have fået en strengt religiøs opdragelse, der prægede ham for livet. Også faderens livskald blev optaget af sønnen, i det han 22 år gammel 1663 fulgte de brandenburgske tropper, der under hertug August af Slesvig-Holsten-Sønderborg-Beck kæmpede i kejser Leopold I's krig mod tyrkerne, hvor Wedel deltog i slaget ved St. Gotthard an der Raab 1664. Kort efter gik han i fyrstbiskop Bernhard von Galen af Münsters tjeneste og blev 1665 oberst, hvorved han kom til at deltage i franskmændenes angreb på de Spanske Nederlande 1667-68 og til at kæmpe mod Generalstaterne 1672-74. 1672 blev han münstersk brigader, 1674 generalmajor og 1675 generalløjtnant, og de følgende år anførte han de münsterske tropper, der i forening med danskere og lüneburgere erobrede de svenske bispedømmer Bremen og Verden, fulgte 1677 det münsterske hjælpekorps på 4000 mand til Danmark og blev året efter chef for dette korps som "højfyrstelig münstersk Gehejmekrigsraad og Generallieutenant".

## I dansk tjeneste
Wedel blev 1678 münstersk feltmarskalløjtnant, deltog 1678 (25. til 27. juni) i belejringen af Helsingborg og overtog sammme år befalingen over hæren i Skåne. Ved Bernhard von Galens død 1679 gik han med hele sit korps i kong Christian V's tjeneste, som han siden ikke forlod. Han blev ved denne lejlighed dansk feltmarskal-løjtnant (modtog 10.000 rigsdaler årligt) og havde, da Frankrig umiddelbart før fredsslutningen truede med indfald over sydgrænsen, kommandoen i Holsten og Lauenburg. Kort efter blev han 11. marts Ridder af Elefantordenen og valgte da til symbolum: "Recte faciendo neminem timeas", der siden er blevet familiens valgsprog.

## Etablering som lensherre i Norge
Efter fredsslutningen i Lund 1679 beholdt han sit eget Münsterske Regiment, der dog 1680 sammensloges med et jysk til det (femte) jyske Wedelske Regiment. 30. juni 1681 blev han ansat i Norge som kommanderende general i statholder Ulrik Frederik Gyldenløves fravær. 1683 købte han af denne det væsentligste af Tønsbergs eller Griffenfelds Grevskab, hvilket 3. januar 1684 blev tilstået ham og hans agnatiske og derefter kognatiske descendens som greveligt len under navn af Grevskabet Jarlsberg.

## Første embedstid i Norge
Under de første år af Wedels lange embedstid i Norge udfoldede han megen virksomhed, specielt på befæstningsvæsenets område. De såkaldte "oplandske fæstninger": Christiansfjeld, Kongsvinger og Basmo, såvel som Blaker og Sponviken skanser skylder ham deres tilværelse som permanente anlæg. Frederikstens ydre forter, fortet Kongsten ved Frederiksstad og Agerøen ved Hvaløerne, Staværns Fort og fortet Christianssten ved Trondheim byggedes i hans tid, ligesom store arbejder udførtes på hovedtangen ved Akershus samt ved Christianssand. Man må vistnok indrømme, at han var hårdt angrebet af tidens befæstningsmani, som han i sit lange krigerliv havde haft mere end tilstrækkelig anledning til at blive smittet af, og det tør være mere end tvivlsomt, om Norge har haft fordel af den mangfoldighed af befæstninger, der opførtes i denne tid. De kostede uforholdsmæssig meget at opføre og vedligeholde i fred og forlangte urimelig store besætningsstyrker i krig. Aldeles utvivlsomt er det, at de berøvede den senere norske krigsførelse den offensive karakter, som havde udmærket Sehesteds, Bielkes og Gyldenløves felttog. Man må dog se Wedels gerning gennem samtidens briller og da indrømme ham, at han fulgte og virkelig i det væsentlige gennemførte et helstøbt og stort anlagt system på befæstningsvæsenets område. Wedel søgte også i tilsvarende grad at udvikle hærens kraft. For at skaffe fredsbesætninger på de nye fæstninger øgedes antallet af hvervede tropper ved oprettelsen af to hvervede infanteriregimenter. Oprettelsen af reserverne ved de nationale infanteriregimenter har vistnok til dels været dikteret af trangen til fæstningsbesætninger under krig uden at svække felthæren. Denne søgtes desuden styrket ved øgning af rytter- og dragonafdelinger.

## Guvernør i Oldenburg og Delmenhorst
Wedel, der 1687 var forfremmet til feltmarskal, var 1689 attacheret hertug Adolf af Slesvig-Holsten-Sønderborg-Plön og blev 1692 udnævnt til guvernør over grevskaberne Oldenburg og Delmenhorst, og hans befatning med Norge blev nu afbrudt, indtil han ved kong Frederik IV's tronbestigelse 1699 blev ansat som kommanderende general i Norge efter Ulrik Frederik Gyldenløve. I den mellemliggende tid havde Wedel gentagende været anvendt til vigtige militære missioner: 1693 anførte han det korps på 5000 mand, som rykkede mod Ratzeburg og tvang hertugen af Celle til at sløjfe de der opførte fæstningsværker, og i maj 1697 var det ham, som med et korps på 4000 mand besørgede ødelæggelsen af de skanser, som hertug Frederik IV af Gottorp havde anlagt i Hertugdømmerne.
Han var 1695-96 i København for at deltage i kronprins Frederiks bilager, men var ifølge en svensk gesandtskabssekretær så svækket af sygdom, at han ikke kunne deltage i hoflivet.

## Kommanderende general i Norge
Da Wedel 3. oktober (ankom 28. oktober) 1699 tiltrådte sin post som kommanderende general i Norge, trak det alvorlig sammen til krig. Han fandt dengang, at "Tropperne vare gaaede tilbage i Brugbarhed, Fæstningerne vare forsømte, Efterretningsvæsenet slet og Kassen tom". Han greb imidlertid ind med sin vanlige energi og – under disse omstændigheder – velgørende hensynsløshed: Artilleriet blev øget, manglende heste til dragonerne anskaffede, reserven bragt på fode og endog den gamle leding ("udvalgte bønder") mønstret. Våben og til dels mundering blev indkøbt samt landets forsyning med korn gennemdrevet. Befæstningerne blev satte i krigsdygtig stand og kystflotillen og defensionsskibene udrustede. Trods megen friktion på grund af uoverensstemmelser med vicestatholderen Frederik Gabel tvang Wedel sin vilje igennem. Væsentlig på grund af at adskillige tropper blev beordrede til Danmark og Holsten, måtte man dog i Norge indskrænke sig til mindre troppekoncentrationer og besættelse af grænsepassene. Da freden i Travendal gjorde ende på krigen, var der her oppe ikke løsnet et skud. Wedel blev i navnet stående som kommanderende general i Norge til sin død, men opholdt sig næsten altid i Oldenburg. 1703 blev han beordret til Norge, men det uvist, om han kom der. I 1704, da han fulgte Frederik IV på hans rejse i Norge og havde ham som gæst på Jarlsberg, var han formentlig for sidste gang her i landet. Under Den Store Nordiske Krig kom han således ikke herop. Han havde aldrig kunnet forsone sig med den barske, norske vinter, og i de senere år var han så plaget af gigt og podagra, at rejser til Norge vistnok var ham en umulighed.

## Godser og formue
Han døde i Oldenburg 21. december 1717 og efterlod sig en betydelig formue, omkring 100.000 rigsdaler i penge foruden Grevskabet Jarlsberg, det friherrelige Evenburg, hvor han i 1703 lod forborgen opføre, med Nesse og flere godser i Østfrisland og Oldenburg (Reetz (1661), Nörenberg (1661) og Butow (1661-94)). Han havde 1710 lånt kronen 20.000 rigsdaler og havde ved sin død 74.726 rigsdaler ubetalt løn til gode hos kronen.
Wedel havde 21. juni 1665 på Evenburg ægtet friherreinde Marie von Ehrentreiter (31. juli 1633 - 26. oktober 1702), datter af Erhard friherre von Ehrentreiter til Evenburg og Eva von Ungnad, friherreinde von Sonnegg.